# Науково-технічна бібліотека Донецького національного технічного університету
Науко́во-техн́ічна бібліоте́ка Доне́цького націона́льного техні́чного університе́ту — одна з найбільших науково-технічних бібліотек України. Заснована 1921 року в Донецьку.

## Історія до 2014 року
Бібліотека заснована 1921 року як бібліотека гірничого технікуму, пізніше — бібліотека Індустріального інституту, бібліотека Донецького політехнічного інституту, бібліотека Донецького державного технічного університету. Сучасна назва — з 2001 року.
Бібліотека відкрила двері для перших студентів нараховуючи у фонді лише 200 рукописних методичних посібників.
1940 року, з розвитком інституту, його лабораторій, кабінетів значно розширилася й бібліотека, її було розділено на 2 частини: в першому навчальному корпусі розташовувались основні книгосховища з читальними залами, а в третьому — відділ обслуговування навчальною літературою та читальний зал.Була оформлена передплата на 408 назв вітчизняних журналів та 30 назв іноземних. В своєму фонді бібліотека нараховувала вже понад 650 тис. видань.
З початком Великої Вітчизняної війни інститут готувався до евакуації в Прокоп’євськ, але евакуювати бібліотеку не вдалося. Змогли вивезти тільки 20 тис. примірників найнеобхідніших підручників і навчальних посібників. 
З 1953 року бібліотека почала отримувати обов'язковий примірник з Центрального бібліотечного колектору м. Москва. В цей час почалася активна робота зі створення довідкового апарату бібліотеки.
З 1987 року бібліотека стала зональним методичним центром університетських бібліотек Донецької та Луганської областей. 
1991 року був створений відділ автоматизації, завдяки чому почалась поетапна автоматизація бібліотечних процесів за допомогою АБІС. З 2010 р. бібліотека перейшла на нове програмне забезпечення АБІС «MARC SQL», що дозволило автоматизувати всі технологічні цикли: комплектування, каталогізацію, облік, штрих-кодування фонду, обслуговування користувачів, попереднє замовлення літератури, створення та управління електронними ресурсами та ін.
З 1997 року був організований доступ до інтернету та розроблений сайт бібліотеки.
2004 року розроблено проєкт та розпочато будівництво нової будівлі бібліотечно-інформаційного центру. 2001 року за сприяння Німецького культурного центру «Гете-інститут» в бібліотеці було відкрито Німецький читальний зал. З 2011 року НТБ ДонНТУ є активним членом Української бібліотечної асоціації, беручи участь у заходах та конкурсах:
2012 року бібліотека зайняла друге місце у номінації «Найкращий сайт бібліотеки вищого навчального закладу» Всеукраїнського конкурсу інтернет-сайтів, який УБА проводила спільно з Міністерством культури України
2013 року посіла почесне третє місце у конкурсі «Бібліотека року».
1 вересня 2009 року НТБ ДонНТУ приєдналась до проєкту ElibUkr «Електронна бібліотека: Центр знань в університетах України».
Бібліотека стала ініціатором створення університетського репозітарію—eDonNTUR (Electronic Donetsk National Technical University Repository).
В 2009 році в читальних залах бібліотеки для студентів була відкрита безкоштовна зона Wi-Fi.
Для обслуговування віддалених користувачів на сайті бібліотеки створена послуга «Бібліограф on — line», яка користується великим попитом.
Бібліотека надає читачам традиційну послугу міжбібліотечного абонемента, а також сучасну форму — електронну доставку документів.
З 2012 року бібліотека почала активно представляти свої послуги в соціальних мережах Internet. Для цього була створена сторінка на Facebook, а також відкритий власний канал на відеопорталі YouTube, де розміщені усі відеосюжети, створені співробітниками бібліотеки.
До 2014 року бібліотека мала 5 абонементів та 5 читальних залів на 612 місць, займала площу 3673 кв.м. Щорічно більше 19 тис. читачів відвідували бібліотеку 400 тис. раз, де отримували 1 млн книжок, користувачі більше 1 млн раз заходили на сайт бібліотеки.
Фонди до 2014 року налічува близько 1 млн. 300 тис. примірників. Кількість записів в електронному каталозі нараховує близько 250 тис.назв, 1600 одиниць в колекції електронних документів, доступ до яких здійснюється за допомогою гіпертекстових посилань в бібліографічному описі електронного каталогу.

## Новітня історія
Восени 2014 року, після захоплення терористами всіх державних установ, стало зрозуміло про необхідність збереження існування університету. 3 жовтня 2014 року Міністерство освіти і науки України (МОНУ) видало наказ № 1129 в якому зазначалося, що Донецький національний технічний університет тимчасово переміститься до м. Красноармійська та розміститься на базі Красноармійського індустріального інституту (КІІ) За умов, що склалися не було і мови про евакуацію бодай частини фондів, навіть не було можливості копіювання і вивезення електронної колекції. Без фондів, без обладнання, без штату, без упевненості у майбутньому, директор бібліотеки переселилась у м. Красноармійськ, нині м. Покровськ. Було єдине — підтримка Ляшка Я. О. (на той час в.о. ректора) і команди найвідчайдушніших політехніків. Все почалось з одного робочого місця директора бібліотеки — письмовий стіл і власний ноутбук. Навчальний процес розпочався, було прийняте рішення про спільне використання фонду бібліотеки Красноармійського індустріального інституту. Вже у грудні 2014 у штат бібліотеки прийнято першого бібліотекаря, наступного року — ще двох. Активно почався процес комплектування фондів. Джерелами стали як видавництва, так і обмінні фонди бібліотек, благодійні фонди, пожертви. За 3 роки було зібрано більше 3 тисяч найновіших та найактуальніших видань, у тому числі 56 назв наукової періодики, розпочато формування електронної колекції. Усі надходження відображено у електронному каталозі, організовано автоматизоване обслуговування користувачів, у тому числі фондами бібліотеки Індустріального інституту.
26 грудня 2017 року Вченою радою університету було прийняте рішення про об'єднання бібліотек Донецького національного технічного університету і Індустріального інституту. Це дало новий поштовх для розвитку бібліотеки.
В організації роботи застосовано процесно-орієнтований підхід (шат із 8 кваліфікованих спеціалістів), акцентувано увагу на заходах підвищення кваліфікації і виробленні нових компетенцій персоналу. (атестація, вебінари з використання ресурсів, участь у міжнародних наукових конференціях, тематичних тренінгах, онлайнкурсах)
Змінено профіль комплектування фонду на основі аналізу його використання (від багатопримірниковості до розширення асортименту, збільшення наукової складової, англомовної частини) Започатковано створення колекції електронних документів. (біля 2 тис. мережних документів у ЕК)
Впроваджено повний технологічний цикл АБІС UniLib. (від комплектування до інвентаризації і списання, конвертація із АСУ контингенту, зв'язок з повнотекстними документами) Запустили Web-модуль електронного каталогу з авторизованим доступом. (реалізація принципу обслуговування 24/7)
Відновлено і організувано підтримку інституційного репозитарію ELARDONTU (Electronic arhive Donetsk National Technical Universiti) (більше 32 тис. документів)
Університет отримує доступ до наукометричних баз даних Web of Science і Scopus, EBSKO.
Розроблено систему консультацій, лекцій і тренінгів для користувачів. (з інформаційної і медіаграмотності, академічної доброчесності, використання наукометричних БД, академічного письма)
Впроваджено систему нових online сервісів. (ВРІ на основі електронної розсилки, інформування у соцмережах, онлайн перереєстрація, подовження терміну користування, замовлення на поповнення фонду, онлайн консультації і тренінги щодо роботи з наукометричними платформами, пошуковими системами, реєстрами унікальних ідентифікаторів дослідників)
Реорганізувано фізичний простір бібліотеки (відкритий доступ до фонду, зонування, автоматизовані робочі місця користувачів, побутова кімната для працівників обслуговування)
Налагоджено комунікаційні зв'язки з користувачами (зокрема з використання онлайн розсилок, соціальних мереж, засобів Office 365 та Zoom)
У рік сторічча Науково-технічна бібліотека ДонНТУ увійшла як потужний центр підтримки наукового і освітнього процесів університету, креативний комунікативний простір, де ресурси та сервіси надаються не лише для навчання, а й для спілкування та розвитку творчої особистості, успішної в реалізації своїх ідей.

## ЗМІ про бібліотеку
- На библиотеку ДонНТУ потратят 8 млн грн
- РІЧНИЦЯ «РЕВОЛЮЦІЇ НА ГРАНІТІ» У ДОННТУ
- Вікімарафон-2018
- По крупицам: Для вузов-переселенцев собирают деньги на пополнение книжных фондов
- Проєкт підтримки бібліотек переміщених університетів Сходу та Криму

http://donntu.edu.ua/library